# Sci escursionismo
Lo sci escursionismo è una disciplina ricreativa dello sci nordico affine allo sci di fondo, dal quale si differenzia per l'uso di sci con lamine, seppure a tallone libero (simili a quelli utilizzati per il telemark).

## Descrizione
Spesso è indicato con l'acronimo SFE (Sci di Fondo Escursionistico), dal quale si evince la stretta parentela che questa disciplina ha con lo sci di fondo vero e proprio.
Pur sfruttando in parte la stessa attrezzatura, lo SFE è una disciplina ben distinta dallo sci alpinismo: le differenze principali consistono nell'assenza della componente alpinistica (la parte ascendente dell'escursione viene effettuata esclusivamente per mezzo delle pelli di foca, senza l'uso di ramponi, corde e piccozze) e nel tipo di sci utilizzati (simili agli sci da fondo a tecnica classica). Mentre infatti lo sci da sci alpinismo consente, per le discese, il bloccaggio totale dello scarpone all'altezza del tallone in modo da sfruttare le tecniche di frenata e virata tipiche dello sci alpino, nello sci escursionismo il tallone resta sganciato anche in discesa, ragion per cui lo sciatore deve ricorrere alle tecniche di discesa proprie dello sci a tallone libero.